# Carlos Estuardo, conde de Lennox

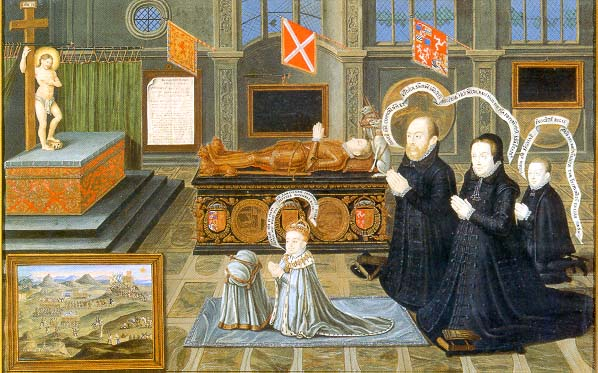
Carlos Estuardo junto a sus padres y su sobrino Jacobo VI en el funeral de su hermano Enrique.

Carlos Estuardo, Conde de Lennox (Nottinghamshire, abril o mayo de 1555 - Londres, 1576), fue un noble escocés, y miembro de las familias reales inglesa y escocesa.

## Primeros años de vida
Era hijo de Margarita Douglas y Mateo Estuardo, IV conde de Lennox, hermano menor de Enrique Estuardo, Lord Darnley, segundo esposo de María I de Escocia, por lo tanto tío del rey de Escocia e Inglaterra Jacobo I.
Por su lado materno, Margarita Douglas era hija de la hermana menor de Enrique VIII, Margarita Tudor. Por lo tanto Carlos tenía como primos directos a Eduardo VI de Inglaterra, María I de Inglaterra, Isabel I de Inglaterra y María I de Escocia.

### Su hermano Enrique
Carlos vive casi toda su existencia bajo la sombra de su hermano mayor Enrique, objeto de los proyectos dinásticos de su ambiciosa madre, quien en efecto logra su primera victoria al casar a su primogénito con la recientemente viuda María I de Escocia. El matrimonio se celebra el año 1565 y trae como consecuencia un hijo Jacobo quien más tarde se convertiría en heredero de los tronos de Inglaterra y Escocia. El matrimonio, clandestino ante los ojos de la entonces reina de Inglaterra, Isabel, también trae como consecuencia el encarcelamiento de su madre.
La unión de estas dos familias que sumaban tantos derechos a ambas coronas no solo trajo la desconfianza de los ingleses, sino también la de los escoceses, por lo que Enrique es asesinado en 1567. Sin embargo las acusaciones recaen sobre su viuda María, quien fue obligada a abdicar en favor de su hijo y puesta en prisión.

### Matrimonio
En 1574 Margarita Douglas urde una nueva alianza dinástica, esta vez con su hijo menor como protagonista. Junto a Bess de Hardwick deciden comprometer y casar a sus hijos, por lo que Carlos contrae matrimonio con Isabel Cavendish. 
Cuando la reina Isabel I de Inglaterra se enteró de este matrimonio, llevado a cabo sin su consentimiento, llama a Londres a ambas consuegras y las hace encarcelar.
Del matrimonio nace en el otoño de 1575 una niña, Arabella Estuardo, la cual sería una figura destacada de la última etapa de la era Tudor y comienzos de la era Estuardo. Arabella se casó con Guillermo Seymour, sin descendencia.

## Conde de Lennox
Su padre, fue el cuarto conde de Lennox hasta su muerte en 1571, y fue regente de su joven nieto, el rey Jacobo VI de Escocia. El hermano mayor de Carlos y el padre de Jacobo era Enrique Estuardo, Lord Darnley, que había muerto en 1567. Como resultado, el condado de Lennox a la muerte del cuarto conde fue heredado por Jacobo VI y el título se fusionó con la Corona. Sin embargo, poco después de la muerte de su padre, el título le fue otorgado a Carlos, lo que equivale a una nueva creación del título, aunque en una rama cadete (más joven) de la misma familia.

## Muerte
Carlos murió de tuberculosis en la primavera de 1576. Su esposa vivió hasta fines de 1582, después de lo cual su hija se crio con la abuela materna.
Ambas abuelas pidieron que Arabella heredara el condado de Lennox pero la solicitud fue rechazada ya que Carlos no había tenido herederos varones.
Carlos fue enterrado en la Capilla de Enrique VII en la Abadía de Westminster, al morir su madre dos años después fue enterrada en la misma tumba que él.